# Tagleft
Tagleft (en àrab تاڭلفت, Tāglaft; en amazic ⵜⴰⴳⵍⴼⵜ) és una comuna rural de la província d'Azilal, a la regió de Béni Mellal-Khénifra, al Marroc. Segons el cens de 2014 tenia una població total de 14.423 persones.